# The Name of the Game (The Boys)
"The Name of the Game" es el primer episodio de la primera temporada y estreno de la serie de televisión estadounidense de superhéroes The Boys, basada en la serie de cómics del mismo nombre de Garth Ennis. El episodio fue escrito por el showrunner de la serie Eric Kripke y dirigido por Dan Trachtenberg; está ambientado en un universo donde los individuos con superpoderes, conocidos como Supes, son retratados como individuos corruptos en lugar de los héroes que el público en general cree que son.
El episodio sigue a Hughie Campbell siendo reclutado por Billy Butcher para los Boys, después de que A-Train mata accidentalmente a su novia, Robin Ward, lo que lo lleva a darse cuenta de la verdad sobre los héroes y la compañía detrás de ellos, Vought, que lo guiaría a un conflicto con un Supe llamado Translucent que también es miembro del grupo de superhéroes conocido como los Siete. Mientras tanto, Annie January/Starlight lucha por darse cuenta de la verdad sobre los héroes que admiraba después de unirse a los Siete y adaptarse a su nueva realidad después de que otro miembro del equipo la agrede sexualmente.
"The Name of the Game" se estrenó en Amazon Prime Video, el servicio de streaming, el 26 de julio de 2019. El episodio recibió elogios de la crítica con enfoque en su estilo visual, dirección, actuaciones, humor negro y fidelidad a los cómics. Recibió una nominación al premio Primetime Creative Arts Emmy a la mejor edición de sonido para una serie de comedia o drama (una hora).

## Trama
2 jóvenes amigos caminan por la calle una tarde cuando son testigos que la persecución de una furgoneta de un banco robada. Al verse acorralados cuando el auto viene hacia ellos, son salvados por Queen Maeve que impide su muerte. Los ladrones de bancos son dominados por Homelander, lo que revela que la serie tiene lugar en un universo donde los individuos con superpoderes se llaman Supes y son reconocidos como héroes por el público en general.
Hughie Campbell es un joven que trabaja como vendedor de Bryman Audio. Mientras habla de su incierto futuro con su novia Robin Ward, esta última es destrozada accidentalmente por A-Train con su velocidad y huye, mientras Hughie comienza a sufrir un trastorno de estrés postraumático debido a los acontecimientos. Hughie intenta presentar una demanda contra Vought International, la empresa encargada de representar a los Supes, pero su padre, Hughie Campbell Sr., intenta convencerlo de que acepte la oferta de la empresa, un acuerdo de 45.000 dólares, por temor a que la corporación sea demasiado poderosa para derrotarla.
Mientras tanto, una aspirante a superheroína, Annie January, es aceptada para unirse al grupo de superhéroes principal de la compañía The Seven (Los Siete, en español). En la sede de los Siete, después de que Annie le dice a The Deep, un Supe mitad humano y mitad pez que estaba enamorada de él cuando era niño, este último se masturba frente a ella para horror de Annie. The Deep procede a chantajear a Annie para que le practique sexo oral o le dirá a Homelander que ella lo atacó, lo que la llevaría a ser expulsada de los Siete.
Mientras esta trabajando en la tienda, Hughie es abordado por Billy Butcher, un enigmático hombre que le comenta que es consciente de la verdad detrás de la muerte de Robin. Procede a mostrarle a Hughie que los Supes son corruptos más allá de sus personajes heroicos y que pierden cientos de personas al año, pero Vought mantiene esto como un secreto para ocultar la verdad al público. Butcher lleva a Hughie a un "Club Supes" secreto para mostrarle imágenes de seguridad de A-Train riéndose de la muerte de Robin. Le ofrece a Hughie la oportunidad de exponer a los Supes aceptando el acuerdo de Vought para poder plantar un micrófono en la Torre Siete, pero Hughie se niega. Al día siguiente, se encuentra casualmente con Annie en Central Park y conversa sobre cómo han cambiado sus vidas durante el día anterior. Los dos se motivan mutuamente y Hughie cambia de opinión y decide aceptar el trato de Butcher, mientras que Annie decide permanecer en los Siete y enfrentarse a sus colegas.
Hughie llama a un abogado de Vought para aceptar el trato a cambio de recibir una disculpa de A-Train en persona. Hughie llega a la Torre Siete, donde acepta de mala gana la disculpa poco entusiasta de A-Train y oculta con éxito el micrófono mientras Translucent, un Supe miembro de los Siete que se hace invisible, lo observa en secreto. Después de que Butcher deja a Hughie en su trabajo, este último es atacado por Translucent, quien lo siguió y eliminó el micrófono, aunque Butcher llega para luchar contra él. Durante la pelea, Hughie electrocuta a Translucent y aparentemente lo mata.
La vicepresidenta de Vought International, Madelyn Stillwell, ofrece al alcalde de Baltimore uno de los Supes de Vought, el Príncipe Nubio, por un trato de 300 millones de dólares al año, pero el alcalde se niega y procede a chantajear a Stillwell exponiendo la verdad de la existencia del Compuesto V. En respuesta, Homelander destruye su avión mientras está en vuelo, matando a todos los pasajeros a bordo.

## Producción

### Desarrollo
Una adaptación de la serie de cómics The Boys se desarrolló inicialmente como largometraje en 2008. Sin embargo, después de varios intentos fallidos de producir la película, que provocaron que su desarrollo se estancara durante varios años, los planes para una película fueron descartados en favor de una serie de televisión.  En 2016, se anunció que Cinemax desarrollaría el programa. Erick Kripke se convirtió en el showrunner y escritor principal de la serie, junto a Evan Goldberg y Seth Rogen, quienes dirigirían el episodio piloto.  En noviembre de 2017, Amazon adquirió los derechos para desarrollar el programa, anunciando que producirían más de ocho episodios para la primera temporada  y confirmando que el equipo creativo previamente anunciado seguiría vinculado a la serie.   En 2018, Dan Trachtenberg fue contratado para dirigir el episodio piloto de la serie, reemplazando a Goldberg y Rogen debido a conflictos de programación. Sin embargo, el dúo permanecería como productores ejecutivos de la serie.  El episodio titulado "The Name of the Game" fue escrito por Kripke y dirigido por Trachtenberg.   El episodio se titula con el nombre de los números 1 y 2, así como el vol. 1 de la serie de cómics del mismo nombre,   mientras que su portada vuelve a ensamblar el póster teaser de la serie. 

### Escritura
Kripke realizó cambios importantes con respecto a los cómics de la serie, con la intención de lograr más realismo en la adaptación.  Para lograr esto, Kripke inculcó un cambio importante al reemplazar a "Jack de Júpiter" con un personaje más humano conocido como "Translucent". Consideraba que la forma alienígena de Jack era demasiado fantástica para el mundo que quería crear, aunque Translucent mantuvo el poder de la piel indestructible de Jack.  Uno de los mayores cambios realizados desde los cómics a la serie de televisión es el de Starlight, un personaje que es agredida sexualmente. Mientras que en los cómics, es atacada por Black Noir, Homelander y A-Train, en la serie de televisión, solo es atacada por The Deep, quien también es representado como blanco, a diferencia de los cómics, en los que era negro.  Kripke consideró que esto era muy difícil de adaptar debido al movimiento Me Too, lo que generó varias discusiones sobre cómo hacer este ajuste. 
Otro cambio importante que supuso una desviación de los cómics fue cómo adaptaron el personaje de Hughie Campbell. Originalmente, el personaje es descrito como un hombre escocés con poco o ningún pelo, lo que retoma la apariencia del actor inglés Simon Pegg. Originalmente se planeó que Pegg interpretara a Hughie en la adaptación cinematográfica del cómic, pero debido a los retrasos del proyecto y su eventual cancelación, creció demasiado para interpretar al personaje. En cambio, a Pegg se le asignó un papel recurrente para interpretar al padre de Hughie en el programa durante algunos episodios. El actor estadounidense Jack Quaid asumió el papel de Hughie, por lo que en la serie el personaje aparece como estadounidense en lugar de escocés. Sin embargo, los mismos elementos de la historia de los personajes de los cómics permanecen en el programa.Otro personaje que experimentó un cambio importante fue Vought Guy, cuyo papel se dividió entre dos personajes: Madelyn Stillwell (interpretada por Shue, como un personaje de pista falsa) y Stan Edgar (interpretado por Giancarlo Esposito).

### Casting
El elenco principal del episodio incluye a Karl Urban como Billy Butcher, Jack Quaid como Hughie Campbell, Antony Starr como John Gillman / Homelander, Erin Moriarty como Annie January / Starlight, Dominique McElligott como Maggie Shaw / Queen Maeve, Jessie Usher como A-Train, Chace Crawford como Kevin Moskowitz / The Deep, Nathan Mitchell como Black Noir y Elisabeth Shue como Madelyn Stillwell.  También protagonizan Simon Pegg como Hugh Campbell Sr., Alex Hassell como Translucent, Shaun Benson como Ezekiel, Ann Cusack como Donna January, Colby Minifie como Ashley Barrett, Jaden Martin como Jamie, Jess Salgueiro como Robin Ward, Bruce Novakowski como Doug Friedman, y Paulino Nunes como alcalde de Baltimore.   Laz Alonso, Tomer Capone y Karen Fukuhara se les atribuyen sus respectivos personajes como Mother's Milk, Frenchie y the Female, aunque ninguno de ellos aparece en el episodio. Jimmy Fallon hace un cameo como él mismo en el episodio. 

### Rodaje
El rodaje de la primera temporada se llevaría a cabo en Toronto mientras que la historia se desarrolla en la ciudad de Nueva York.  El rodaje comenzó en mayo de 2018 y el equipo eligió varias ubicaciones en Toronto para recrear la atmósfera de la ciudad de Nueva York. Uno de los lugares de rodaje tuvo lugar en el Roy Thomson Hall para recrear el exterior de la sede de la empresa Vought International, más conocida como Seven Tower.   Si bien el programa se filmó principalmente en Toronto, la serie se filmó parcialmente en Mississauga y Hamilton.  Jeff Cutter fue el director de fotografía del primer episodio de la temporada y ya trabajó con su colaborador Dan Trachtenberg en la película 10 Cloverfield Lane. 

### Efectos visuales
Los efectos visuales para el episodio fueron creados por DNEG TV, Framestore, Folks VFX, Mavericks VFX, Method Studios, Monsters Aliens Robots Zombies VFX, Mr. X, Pixomondo, Rocket Science VFX, Rodeo FX y Soho VFX. Se anunció que Stephan Fleet actuaría como supervisor de efectos visuales y supervisaría el desarrollo de los mismos.  La escena en la que A-Train mata accidentalmente a Robin estaba originalmente pensada para utilizar efectos prácticos, pero debido a la complejidad del truco y el tiempo requerido para filmar de manera práctica, se decidió que la escena se produciría usando CGI. Además, el lienzo para el cadáver de Robins flotando en el aire tardó varios meses en terminarse.  Debido a su complejidad, el equipo de efectos visuales tardó más de ocho meses en completar la escena, y Fleet afirmó: "Nos llevó casi ocho meses definir el aspecto, el tono y la narración de esa toma. Fue simplemente una experiencia increíble y pieza desafiante y grandes, grandes apoyos para DNEG por lograrlo". La escena fue filmada con una cámara Phantom a alrededor de 500 fotogramas por segundo mientras se usaba un equipo Bolt High-Speed Cinebot en un brazo robótico para que la cámara se moviera lo más rápido posible. La escena no fue construida enteramente por CGI, ya que la sangre salpicada sobre Jack Quaid fue un efecto práctico. 

### Música
El episodio presenta en su banda sonora las canciones "Barracuda" de Heart, "Baby Did a Bad Bad Thing" de Chris Isaak, "London Calling" de The Clash y "The Passenger" de Iggy Pop. El episodio también contó con "Take You Down" de Daniel Pemberton, una pista de la banda sonora de The Man from U.N.C.L.E.

## Lanzamiento
"The Name of the Game" se estrenó en Prime Video en Estados Unidos el 26 de julio de 2019.  Se lanzó junto con todos los episodios de la temporada, que se lanzaron el mismo día.  El episodio y el resto de la primera temporada de The Boys se lanzaron en Blu-ray el 31 de mayo de 2022. 

## Recepción
"The Name of the Game" recibió elogios de la crítica. Brian Tallerico de Vulture calificó el episodio con 3 de 5 estrellas, elogiando el episodio por presentar el sombrío mundo de la serie y los temas que busca retratar como romper el típico viejo mito de los superhéroes por lo que afirmó que "fue un equilibrio difícil para un cómic mantenerlo, pero el material original tenía la libertad de tiempo entre viajes a este mundo sucio, mientras que Amazon nos pide que nos revolquemos en el lodo durante ocho episodios seguidos. Manteniendo un mundo en el que los superhéroes agreden y asesinan sexualmente con un brillo en los ojos por volverse demasiado brutal para aceptarlo será el mayor desafío de este programa".  Mientras escribía una reseña para el episodio en TVLine, Kimberly Roots tuvo una reacción positiva al episodio de la serie al afirmar que "Los superhéroes están acicalándose sacos de algo u otro en The Boys de Amazon, la adaptación del cómic dirigida por Eric Kripke de Supernatural Aunque aparentemente rectos y de buen corazón, los hombres y mujeres "superados" de una liga conocida como Los Siete son degenerados que se exceden en todos los vicios e incluso matan a los inocentes".  Samantha Nelson de The Escapist elogió las actuaciones y su fidelidad al material original, a lo que comentó: "Como un bonito guiño a los cómics, Simon Pegg aparece como el padre de Hughie, instándolo a seguir adelante con su vida. y aceptar las cosas que no puede controlar. En cambio, parece que Hughie está dispuesto a quemar su antigua vida y divertirse haciéndolo". 
Randy Dankievitch de Tilt Magazine consideró que el episodio logró romper con los viejos mitos de otros proyectos de superhéroes: "Si esta es solo otra historia de hombres peleando con otros hombres por quién tiene la razón hasta el fin de los tiempos, The Boys nunca podrá afianzarse como una visión fundamentalmente diferente del espíritu de superhéroe, sin importar cuán efectiva sea esta primera hora para eliminar la esterilidad emocional, sexual y moral inherente de las historias icónicas que satiriza".  Greg Wheeler de The Review Geek calificó el episodio con cuatro estrellas de cinco y afirmó: "Como episodio de apertura, The Boys hace bien en establecer el tono y el estado de ánimo de la serie siguiente. Butcher es sin duda un personaje entrañable y Starlight hablando con Hughie en el banco cerca del final del episodio es una buena inclusión, ya que sirve para presagiar eventos futuros que ambos emprenderán en el futuro".  Darryl Jasper de ScienceFiction.com elogió el episodio por la desviación de los temas particulares y la frecuente representación de superhéroes. Comentó que el programa es una representación tremendamente entretenida y algo cínica del género de superhéroes que abarca esto y el aforismo frecuentemente citado de cómo el poder corrompe. 